# Імані Лансіквот
Імані-Лара Лансіквот (англ. Імані-Лара Лансіквот, нар. 17 грудня 1997) — британська легкоатлетка, яка спеціалізується в спринті, чемпіонка Європи, призерка світових та континентальних першостей в естафетних дисциплінах.
На чемпіонаті світу-2019 здобула «срібло» в естафеті 4×100 метрів.